# ArenaBowl XV
Match précédent Match suivant
L'ArenaBowl XV est l'édition 2001 du match de championnat de l'Arena Football League, opposant le Rampage de Grand Rapids de la division centrale aux Kats de Nashville de la division du Sud. L'attaque de Grand Rapids, dirigée par le quarterback Clint Dolezel et le MVP Terrill Shaw, réussit à surpasser la défense de Nashville, et Grand Rapids remporte le match, 64 à 42.

## Sommaire du match
Grand Rapids marque un record de l'ArenaBowl (à l'époque) de 64 points en renvoyant une foule comblée chez elle de la Van Andel Arena, heureux de remporter une victoire 64-42 sur les Kats de Nashville et de remporter leur premier titre ArenaBowl de l'histoire.
Le quarterback de Grand Rapids, Clint Dolezel, s'est associé au spécialiste offensif Terrill Shaw pour cinq touchdowns et en a envoyé deux autres à Demo Odems alors que l'offensive de Rampage dominait l'un des meilleures défenses de la ligue. Shaw attrape 12 passes pour 172 yards sur sa route pour être élu MVP du match, alors que la plus grande menace de Nashville, Cory Fleming, n'a eu que quatre passes et aucun touchdown.
Ce match est le premier championnat de l’entraîneur de Rampage, Michael Trigg, en 10 ans de carrière, et le premier de l’histoire de l’organisation. Pendant ce temps, c'est la deuxième défaite consécutive en ArenaBowl pour les Kats et le dernier match disputé par l’équipe avant de s’installer à Atlanta pour devenir la Force de Géorgie. La ville de Nashville sera laissée sans football AFL jusqu'à ce qu'une réincarnation des Kats commence à jouer en 2005.

## Évolution du score
| Temps           | Description des actions                                                           | Score NA-GR | Score NA-GR |
| --------------- | --------------------------------------------------------------------------------- | ----------- | ----------- |
| 1er Quart-temps |                                                                                   |             |             |
| 10:08           | TD de 6 yards par Shaw à la suite d'une passe de Dolezel (PAT de Gowins)          |             | 07-0        |
| 07:10           | TD de 17 yards par Jones à la suite d'une passe de Kelly (PAT de McLaughlin)      | Égalité     | 07-07       |
| 02:21           | TD de 6 yards par Shaw à la suite d'une passe de Dolezel (PAT de Gowins)          |             | 07-14       |
| 00:00           | TD de 1 yard à la course par Grant (PAT de McLaughlin)                            | Égalité     | 14-14       |
| 2e Quart-temps  |                                                                                   |             |             |
| 13:34           | TD de 41 yards par Shaw à la suite d'une passe de Dolezel (PAT de Gowins)         |             | 14-21       |
| 09:23           | TD de 14 yards par Odems à la suite d'une passe de Dolezel (PAT manqué de Gowins) |             | 14-27       |
| 04:54           | TD de 34 yards par Jones à la suite d'une passe de Kelly (PAT de McLaughlin)      |             | 21-27       |
| 01:00           | TD de 1 yard à la course par Avery (PAT de Gowins)                                |             | 21-34       |
| 00:03           | FG de 36 yards par Gowins                                                         |             | 21-37       |
| 3e Quart-temps  |                                                                                   |             |             |
| 11:45           | TD de 1 yard à la course par Reece (PAT de McLaughlin)                            |             | 28-37       |
| 09:33           | TD de 31 yards par Shaw à la suite d'une passe de Dolezel (PAT de Gowins)         |             | 28-44       |
| 06:44           | TD de 33 yards par Hillery à la suite d'une passe de Kelly (PAT de McLaughlin)    |             | 35-44       |
| 00:41           | TD de 1 yard à la course par Shaw (PAT de Gowins)                                 |             | 35-51       |
| 4e Quart-temps  |                                                                                   |             |             |
| 14:24           | TD de 28 yards par Baron à la suite d'une passe de Fleming (PAT de McLaughlin)    |             | 42-51       |
| 08:11           | TD de 15 yards par Shaw à la suite d'une passe de Dolezel (PAT de Gowins)         |             | 42-58       |
| 02:05           | TD de 17 yards par Odems à la suite d'une passe de Dolezel (PAT manqué de Gowins) |             | 42-64       |

## Les équipes en présence
| Joueur              | Position | Université               |
| ------------------- | -------- | ------------------------ |
| Dunstan Anderson    | DE       | Tulsa                    |
| Chris Avery         | FB/LB    | Kentucky State           |
| Michael Baker       | OS,WR    | West Virginia            |
| Ethan Banning       | OL/DL    | Eastern Illinois         |
| Rodney Blackshear   | WR/DB    | Texas Tech               |
| Tony Bowick         | NT       | Tenn-Chattanooga         |
| Nick Browder        | QB       | Valparaiso               |
| Charles Butler      | WR/DB    | New Mexico               |
| Lee Cole            | DB       | Arizona St.              |
| Lincoln Coleman     | FB       | Notre Dame               |
| Clint Dolezel       | QB       | East Texas State         |
| Brian Gowins        | K        | Northwestern             |
| Gary Isza           | OS       | Indianapolis (IN)        |
| Seneca Knight       | OL/DL    | Grambling                |
| Brian Leigeb        | DB       | Central Michigan         |
| Paul Mandina        | OL/DL    | Indiana                  |
| Rod Manuel          | DE       | Oklahoma                 |
| Willie Marshall     | WR,WR/DB | Youngstown State         |
| Sam Mavrick         | OL/DL    | West Virginia Tech       |
| Corey Mayfield      | DT       | Oklahoma                 |
| Deon Mitchell       | WR/DB,WR | Northern Illinois        |
| Tristan Moss        | DS,DB    | Western Michigan         |
| Marcellus Mostella  | FB/LB    | Auburn                   |
| Demo Odems          | WR/DB    | Iowa                     |
| Anthony Phillips    | DB       | Texas A&M-Kingsville     |
| JoJo Polk           | DB       | Northeast Oklahoma State |
| Don Reynolds        | OL/DL,DE | Virginia                 |
| Ricky Ross          | WR/DB    | Missouri                 |
| Chris Ryan          | FB/LB    | Clark Atlanta (GA)       |
| Hassan Shamsid-Deen | DS       | North Carolina State     |
| Harold Shaw         | RB       | Southern Miss            |
| Terrill Shaw        | WR/DB    | Southern Mississippi     |
| Rickie Simpkins     | OL/DL    | Syracuse                 |
| Joseph Todd         | DS       | Mississippi Valley State |
| Dwayne Woods        | OL/DL    | Kentucky State           |
| Joey Wylie          | OL/DL,OG | Stephen F. Austin        |
| Luke Yarnell        | OL/DL    | Southwestern Louisiana   |

| Joueur           | Position | Université             |
| ---------------- | -------- | ---------------------- |
| James Baron      | DL       | Virginia Tech          |
| James Brown      | QB       | Texas                  |
| Ron Carpenter    | DB       | Miami (OH)             |
| Ben Crosland     | OL/DL    | Utah State             |
| Dan Curran       | FB       | New Hampshire          |
| Rob Davis        | WR/DB,DB | Vanderbilt             |
| Pat Downey       | OL/DL,C  | New Hampshire          |
| Cory Fleming     | WR       | Tennessee              |
| Robert Gaddy     | OL/DL    | Alcorn State           |
| William Gaines   | DT       | Florida                |
| Rupert Grant     | RB       | Howard                 |
| Cliff Green      | DB       | Tennessee State        |
| Aaron Hamilton   | OL/DL    | Westmar (IA)           |
| Darryl Hammond   | WR/LB    | Virginia               |
| Anthony Hicks    | FB/LB,LB | Middle Tennessee State |
| Jarrick Hillery  | WR/DB    | Tennessee State        |
| Steve Johnson    | DB,DS    | Tennessee              |
| Tyronne Jones    | WR       | Grambling              |
| Andy Kelly       | QB       | Tennessee              |
| Adrian Lunsford  | DS       | Iowa Wesleyan          |
| Bruce McClure    | FB       | Oklahoma               |
| Dell McGee       | DB       | Auburn                 |
| CJ McLain        | OL/DL    | Arkansas               |
| Steve McLaughlin | K        | Arizona                |
| Kirk Pointer     | DS       | Austin Peay            |
| Travis Reece     | RB       | Michigan St.           |
| Freddie Scott    | WR       | Penn St.               |
| L.C. Stevens     | WR/LB,WR | North Carolina         |
| Scott Thomas     | DB,WR/DB | Azusa Pacific (CA)     |
| John Williams    | DB       | Southern               |

## Statistiques par équipe
| Données                   | Nashville | Grand Rapids |
| ------------------------- | --------- | ------------ |
| 1er Downs                 | 13        | 19           |
| Yards à la course         | 13        | 6            |
| Yards à la passe          | 271       | 308          |
| Fumbles/Perdu             | 2/1       | 1/0          |
| Yards en retour de Fumble | 0         | 0            |
| Pénalités/Yards           | 9/52      | 8/60         |
| Temps de possession       | 25:41     | 34:19        |
| Conversion de 3e Down     | 4/6       | 3/7          |
| Conversion de 4e Down     | 0/2       | 2/2          |